# 中亚虫实
中亚虫实（学名：Corispermum heptapotamicum）是苋科虫实属的植物。分布在哈萨克斯坦以及中国大陆的甘肃、新疆等地，生长于海拔2,800米至3,200米的地区，常生于沙地及沙丘，目前尚未由人工引种栽培。